# Philautus truongsonensis
Philautus truongsonensis är en groddjursart som beskrevs av Orlov och Ho 2005. Philautus truongsonensis ingår i släktet Philautus och familjen trädgrodor. IUCN kategoriserar arten globalt som otillräckligt studerad. Inga underarter finns listade i Catalogue of Life.